# Kolkonjärvi (sjö i Kajanaland, lat 65,27, long 28,50)
Kolkonjärvi är en sjö i Finland. Den ligger i kommunen Suomussalmi i landskapet Kajanaland, i den centrala delen av landet, 600 km norr om huvudstaden Helsingfors. Kolkonjärvi ligger 266 meter över havet. Arean är 34,3 hektar och strandlinjen är 3,84 kilometer lång. Sjön  ingår i Ijo älvs huvudavrinningsområde. 